# Памятная монета «Мальва»
Памятная монета «Мальва» (укр. Мальва») — золотая памятная монета Национального банка Украины, посвящённая цветку мальва, который олицетворяет любовь к родной земле, народу. Была введена в оборот 31 мая 2012 года. Относится к серии «Наименьшая золотая монета».

## Описание монеты и характеристики
| Номинал, гривен | Металл | Масса, г | Диаметр, мм | Качество изготовления         | Гурт    | Тираж, штук |
| --------------- | ------ | -------- | ----------- | ----------------------------- | ------- | ----------- |
| 2               | золото | 1,24     | 13,92       | специальное нециркулированное | гладкий | 8 000       |

### Аверс
На аверсе монеты в кольце из бусин изображён малый Государственный Герб Украины, над которым отмечен год чеканки монеты (2012); между кольцом и кантом монеты круговые надписи «Национальный банк Украины» (укр. Національний банк України, вверху), «2 гривны» (укр. 2 гривні, внизу), а также обозначение металла (Au) и его пробы 999,9 (слева), масса (1,24 г) и логотип Монетного двора Национального банка Украины (справа).

### Реверс
На реверсе монеты изображена мальва и надписи «МАЛЬВА» (укр. «МАЛЬВА») (слева) и «лат. МALVA» (справа).

## Авторы
- Автор эскизов и моделей — Владимир Демьяненко.

## Стоимость монеты
Стоимость монеты — 920 гривен. Установлена Национальным банком Украины в период реализации монеты через его филиалы.